# Фінансовий інструмент
Фінансові інструменти — це засоби, що застосовуються для виконання завдань, передбачених фінансовою політикою. Основними фінансовими інструментами є: податки та збори, види цін, грошовий капітал, фінансові ресурси, стимули, санкції, цінні папери, валюта, грошові зобов'язання, страхові поліси, кредитні договори та інші види ринкового фінансового продукту.
Міжнародні стандарти фінансової звітності визначають  Фінансовий інструмент як будь-який контракт, результатом якого є створення фінансового активу одного суб’єкта господарювання і фінансового зобов’язання або інструменту власного капіталу іншого суб’єкта господарювання.

### Властивості
Характерними властивостями фінансових інструментів є:
- 1. Термін обігу – відтинок часу до кінцевого платежу або вимоги ліквідації (погашення) фінансового інструменту.
- 2. Ліквідність – можливість швидкого перетворення на готівку без значних втрат. Поняття ліквідності насамперед пов’язують з фактом обігу активу на ринку незалежно від того, чи це облігація або акція.
- 3. Дохід за інструментами визначається очікуваними процентними, дивідендними виплатами, а також сумами, отриманими від погашення чи перепродажу фінансового активу іншим учасникам ринку.
- 4. Номінальна ставка доходу відображає в грошовому вираженні дохід, отриманий від інвестування коштів у фінансовий актив, абсолютну плату за використання коштів. Реальна ставка доходу дорівнює номінальній ставці доходу за вирахуванням темпів інфляції.
- 5. Ризиковість фінансового інструменту відображає невизначеність, пов’язану з величиною та терміном отримання доходу в майбутньому.
- 6. Подільність характеризується мінімальним його обсягом, який можна купити або продати на ринку.
- 7. Конвертованість – це можливість обміну фінансового інструменту на інші фінансові активи.
- 8. Механізм оподаткування визначає в який спосіб та за якими ставками оподатковуються доходи від володіння та перепродажу фінансового інструменту.
- 9. Валюта платежу – це валюта, в якій здійснюється виплата за фінансовим інструментом.